# Synchronous Data Link Control
Synchronous Data Link Control（SDLC, 同期データリンク制御手順）は、データリンク層プロトコルの一つ。
BSCを進化させた米IBMの開発した通信システム体系であるSNAに採用された同期式データ伝送制御プロトコルのことである。国際標準規格であるHDLCの原形となっている。